# 콘라트 3세

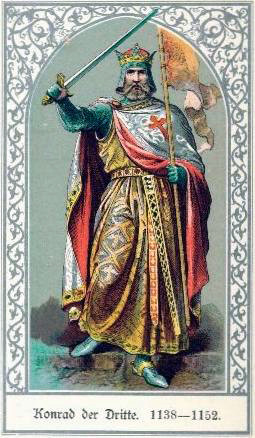
막스 바라크의 독일 황제록의 콘라트 3세.

콘라트 3세(독일어: Konrad III, 1093년 ~ 1152년 2월 15일)는 호엔슈타우펜 왕조의 독일왕(재위: 1138년 ~ 1152년)이었다.

## 생애
그의 어머니는 신성로마제국의 하인리히 4세의 딸인 아그네스였고 아버지는 슈바벤 공작 프리드리히였다. 1115년 숙부인 황제 하인리히 5세에 의해 프랑켄의 공작으로 임명되었고, 1116년 슈바벤 공작인 형 프리드리히 2세와 함께 독일의 섭정으로 행세하였다.
1125년 황제가 죽자 선제후들은 상속권 원칙을 무시하고 주플린부르크 왕가의 작센 공작 로타르를 황제로 선출했다. 콘라트는 이에 반발하여 1127년 12월 18일 뉘른베르크에서 대립왕이 되었고 이듬해에는 알프스를 넘어 1128년 6월 이탈리아의 왕이 되었다.
1132년 독일로 돌아온 그는 형 프리드리히와 로타르 3세에게 계속 대항하였지만 1135년에는 결국 로타르를 황제로 인정하고 자신의 영지를 되찾는 데 주력했다. 1137년 로타르 3세가 죽자, 1138년 3월 7일 콘라트는 로타르의 후계자로 선출되었으며 주로 남부 독일의 제후들은 그를 독일의 왕으로 인정했다. 그러나 로타르 3세의 사위이자 후계자인 하인리히 오만공은 바이에른과 작센에서 코라트에 대해 반기를 들고 일어났다. 약 5년간의 내전을 치르고 1142년 호엔슈타우펜 가문은 벨프가문과 화해했다.
1142년 콘라트는 보헤미아로 원정을 성공시키고 매부 블라디슬라프 2세를 보헤미아의 군주에 임명하는 성과를 올렸다. 이것이 콘라트의 유일한 성과라고 할 수 있다. 1146년 콘라트는 클레르보의 베르나르도의 제2차 십자군 제창에 호응하여 십자군에 참가하기로 결정하고 자신의 어린 아들 하인리히 베렝가르를 자신의 후계자로 확실하게 한 뒤 팔레스타인으로 출발했다. 그는 프랑스의 루이 7세보다 먼저 1147년 콘스탄티노폴리스를 지나 소아시아에 도착했지만 그의 독일 군대는 셀주크 제국의 군대를 만나 패배하고 나중에 프랑스 군대와 합류하였다. 그러나 콘라트는 곧 병이 나서 콘스탄티노폴리스 비잔티움 황제 마누엘 1세 콤네누스의 간호를 받았다. 그는 성지에서 몇 차례 성과 없는 원정을 했고 마누엘 1세와 시칠리아의 왕 루지에로 2세를 공격하기 위한 동맹을 맺었다. 루지에로가 프랑스의 루이 7세 및 바이에른의 벨프 가문와 연합했다는 소식이 전해지자 콘라트는 서둘러 독일로 돌아갔다.
1150년 아들 하인리히가 죽고 벨프가문과 전투 중에 죽었고 1152년 벨프 가문과 휴전을 맺었다. 콘라트는 로마에 가서 교황으로부터 직접 황제관을 받지 못했기 때문에 정식 신성 로마 제국 황제는 되지 못하고 로마왕의 칭호만 받았다. 1152년 그는 자신의 후계자로 조카 슈바벤 공작 프리드리히 3세를 지명하고 죽었다.

## 가족관계
첫 부인 거트루트 폰 콤부르크와의 사이에서는 딸만 세명 낳았다. 둘째 부인 거트루트 폰 줄츠바흐와의 사이에서는 두 명의 아들을 얻었다. 장남 하인리히는 1150년 벨프가문과 전투중에 사망하고 말았다. 콘라트 3세가 사망할 당시, 차남 프리드리히가 있었으나 여섯 살에 어린나이라 왕위는 형의 아들인 조카 프리드리히 1세 바르바로사에게 돌아갔다.
배우자
- 거트루트 폰 콤부르크(1095년? ~ 1130/1131년)
- 거트루트 폰 줄츠바흐(1114년? ~ 1146년)

자녀(2남 3녀)
거트루트 폰 콤부르크와의 소생(3녀)
- 1녀 베르타( ?년 ~ ?년), 에어슈타인 수녀원장

- 2녀 거트루데(?년 ~ ?년), 미상

- 3녀 아그네스(?년 ~ 1151년), 키에프 공비

거트루트 폰 줄츠바흐와의 소생(2남)
- 1남 하인리히 베렌가(1137년 ~ 1150년)

- 2남 프리드리히 4세(1145년 ~ 1167년), 슈바벤 공작